# Colombia ved sommer-OL 2020
Colombia deltog under Sommer-OL 2020 i Tokyo, som blev afviklet i perioden 23. juli til 8. august 2021.

## Medaljer
| 2020 Tokyo | Guld | Sølv | Bronze | Total |
| Colombia   | 0    | 4    | 1      | 5     |

### Medaljevinderne
| Colombia under sommer-OL 2020 i Tokyo | Colombia under sommer-OL 2020 i Tokyo | Colombia under sommer-OL 2020 i Tokyo | Colombia under sommer-OL 2020 i Tokyo | Colombia under sommer-OL 2020 i Tokyo |
| Medalje                               | Navn                                  | Sport                                 | Event                                 | Dato                                  |
| ------------------------------------- | ------------------------------------- | ------------------------------------- | ------------------------------------- | ------------------------------------- |
| Sølv                                  | Luis Javier Mosquera                  | Vægtløftning                          | Herrernes 67 kg                       | 25. juli                              |
| Sølv                                  | Mariana Pajon                         | Cykling                               | Kvindernes BMX racing                 | 30. juli                              |
| Sølv                                  | Anthony Zambrano                      | Atletik                               | Herrernes 400 meter                   | 5. august                             |
| Sølv                                  | Sandra Arenas                         | Atletik                               | Damernes 20 kilometer kapgang         | 6. august                             |
| Bronze                                | Carlos Ramírez                        | Cykling                               | Herrerenes BMX racing                 | 30. juli                              |